# Кармановский, Иван Прокопьевич
Иван Прокопьевич Кармановский (11 апреля 1925, дер. Великий Двор, Северо-Двинская губерния — 20 августа 2001, Мариуполь, Донецкая область) — Гвардии старшина Советской Армии, участник Великой Отечественной войны, Герой Советского Союза (1945).

## Биография
Иван Кармановский родился 11 апреля 1925 года в деревне Великий Двор (ныне — Нюксенский район Вологодской области). После окончания семи классов школы работал трактористом в машинно-тракторной станции. В январе 1943 года Кармановский был призван на службу в Рабоче-крестьянскую Красную Армию. С августа того же года — на фронтах Великой Отечественной войны. Принимал участие в боях на Воронежском и 1-м Украинском фронтах. Участвовал в освобождении Украинской ССР, Польши, Чехословакии, боях в Германии. К январю 1945 года гвардии красноармеец Иван Кармановский был автоматчиком взвода разведки роты управления 53-й гвардейской танковой бригады 6-го гвардейского танкового корпуса 3-й гвардейской танковой армии 1-го Украинского фронта. Отличился во время освобождения Польши.
15 января 1945 года на берегу реки Пилица Кармановский во главе разведгруппы разгромил немецкий опорный пункт, уничтожив около 60 солдат и офицеров противника. Отделение Кармановского первым на броне переправилось через Пилицу, уничтожив в бою на западном берегу 3 танка и около 120 солдат и офицеров противника. 16 января, действуя в составе разведгруппы, Кармановский первым ворвался в город Радомско, пробрался на чердак одного из домов, захватил там 2 пулемёта и открыл огонь по противнику, уничтожив около 90 солдат и офицеров. Во время уличных боёв в Радомско Кармановский взял в плен двух немцев.
Указом Президиума Верховного Совета СССР от 10 апреля 1945 года за «образцовое выполнение боевых заданий командования на фронте борьбы с немецкими захватчиками и проявленные при этом мужество и героизм» гвардии красноармеец Иван Кармановский был удостоен высокого звания Героя Советского Союза с вручением ордена Ленина и медали «Золотая Звезда» за номером 8039.
После окончания войны Кармановский продолжил службу в Советской Армии. В 1951 году в звании старшины он был демобилизован. Проживал в городе Жданове (ныне — Мариуполь), работал сначала на местной ТЭЦ, затем инструментальщиком на комбинате «Азовсталь». Умер 20 августа 2001 года, похоронен в Мариуполе.
Был также награждён орденами Октябрьской Революции, Красного Знамени, Отечественной войны 1-й и 2-й степеней, Красной Звезды, рядом медалей.